# Carobbio degli Angeli
Carobbio degli Angeli [kaˈrɔbːjo deˈʎːand͡ʒeli] (Caròbe di Àngei [kaˈɾɔbe diˈand͡ʒɛi] o semplicemente Caròbe in dialetto bergamasco) è un comune italiano di 4 901 abitanti della provincia di Bergamo in Lombardia.
Situato ai piedi delle prime propaggini collinari delle Orobie ed all'imbocco della Valcalepio, dista circa 13 chilometri ad est dal capoluogo orobico.

## Storia
L'origine del paese risale all'epoca romana: in quel periodo il borgo godeva di un'invidiabile posizione poiché, posto sulla strada che collegava Bergamo e Brescia, risentiva dei positivi influssi del commercio tra le due città. In tal senso sono stati rinvenuti, presso la frazione Cicola, tratti di quella strada costruita completamente con ciottoli.
Anche il toponimo Carobbio avrebbe derivazione latina, anche se un po' "volgarizzata": si pensa infatti che sul territorio fosse presente un deposito di carri funebri, detti appunto car-obitus. Un'altra interpretazione vorrebbe far risalire il nome da quadrivium, cioè un incrocio di strade, presente fin dai tempi dei romani. La seconda parte del nome fa riferimento al colle che sovrasta il paese, denominato appunto colle degli Angeli.
Con il passare dei secoli il paese mantenne la propria importanza e risentì, come tutti i paesi del circondario, delle lotte medievali tra le fazioni opposte di guelfi e ghibellini. A tal riguardo venne costruito, sul colle degli Angeli che sovrasta il centro abitato, un castello.
L'edificio, risalente al XIV secolo, fu fatto erigere dalla famiglia Lanzi di Trescore. Con il passare degli anni gli eventi burrascosi andarono sempre più scemando e l'avvento della repubblica di Venezia portò ad una situazione di tranquillità sociale.
Il castello, persa la sua funzione principale, venne donato, tramite un lascito, all'ordine dei frati carmelitani, che ampliarono l'edificio aggiungendovi una piccola chiesetta e trasformandolo in convento. Successivamente un esproprio portò il maniero ad essere proprietà della famiglia Sonzogni prima, e dei D'Arcais poi.
Il comune con la denominazione ed i confini attuali risale soltanto all'anno 1928, quando vennero accorpati i comuni di Carobbio (nucleo principale comprendente anche la frazione Cicola) e di Santo Stefano del Monte degli Angeli (ora frazione), nell'attuale Carobbio degli Angeli.

### Simboli
Lo stemma e il gonfalone del Comune di Carobbio degli Angeli sono stati approvati con delibera del consiglio comunale del 30 luglio 1985 e concessi con decreto del presidente della Repubblica del 4 ottobre 1986.
(D.P.R. 04.10.1986)
Il castello, rappresentato con merlatura alla guelfa anche se il comune fu sempre di parte ghibellina, è il Castello degli Angeli che domina il paese. I bisanti ricordano il ritrovamento di antiche monete romane, mentre i grappoli di uva sono il simbolo degli estesi vigneti e della secolare produzione di vino.
Il gonfalone è un drappo partito di bianco e di azzurro.

## Monumenti e luoghi d'interesse
L'edificio che contraddistingue il paese è, come precedentemente descritto, il Castello degli Angeli. Visibile da gran parte della pianura occidentale bergamasca e dalla bassa val Cavallina, ha risentito notevolmente delle ristrutturazioni che gli hanno fatto perdere le peculiarità del maniero utilizzato per scopi difensivi. In tal senso al suo interno si trovano la chiesetta di Santa Maria e la cappella di San Fermo.
Un altro edificio degno di nota è la Villa Riccardi che, immersa nella campagna, veniva utilizzata dai vescovi di Bergamo per le loro vacanze.
Merita menzione anche la chiesa parrocchiale di Carobbio, dedicata a San Pancrazio. Edificata nel corso del XVIII secolo, conserva opere pittoriche di pregio, tra le quali spicca la Vergine con Bambino di Francesco Zucco. Del Novecento è la chiesa parrocchiale della località di Cicola intitolata a san Pietro.

## Società

### Evoluzione demografica
Abitanti censiti

## Infrastrutture e trasporti
Fra il 1901 e il 1921 la località ospitò una fermata lungo la tranvia Bergamo-Trescore-Sarnico.
Ora il paese ospita 3 fermate tra cui 2 a Carobbio e l'altra a Cicola

## Amministrazione
| Periodo          | Periodo                                | Primo cittadino              | Partito                                | Carica                  | Note   |
| ---------------- | -------------------------------------- | ---------------------------- | -------------------------------------- | ----------------------- | ------ |
| 6 giugno 1985    | 22 giugno 1990                         | Vittorio Scacchi             | Democrazia Cristiana                   | Sindaco                 | [ 10 ] |
| 22 giugno 1990   | 24 aprile 1995                         | Vittorio scacchi             | Democrazia Cristiana                   | Sindaco                 | [ 10 ] |
| 24 aprile 1995   | 14 giugno 1999                         | Vittorio Scacchi             | Lista civica                           | Sindaco                 | [ 11 ] |
| 14 giugno 1999   | 14 giugno 2004                         | Vittorio Scacchi             | Lista civica                           | Sindaco                 | [ 11 ] |
| 14 giugno 2004   | 8 giugno 2009                          | Bortolino Lodovico Previtali | Lista civica "Insieme per cambiare"    | Sindaco                 | [ 11 ] |
| 8 giugno 2009    | 26 maggio 2014                         | Antonio Parsani              | Lista civica                           | Sindaco                 | [ 11 ] |
| 26 maggio 2014   | 23 dicembre 2015 (mozione di sfiducia) | Sergio Bonardi               | Lista civica "Insieme per cambiare"    | Sindaco                 | [ 11 ] |
| 23 dicembre 2015 | 6 giugno 2016                          | Francesca Iacontini          |                                        | Commissario prefettizio | [ 11 ] |
| 6 giugno 2016    | 4 ottobre 2021                         | Giuseppe Ondei               | Lista civica "Insieme per la Comunità" | Sindaco                 | [ 11 ] |
| 4 ottobre 2021   | in carica                              | Giuseppe Ondei               | Lista civica "Insieme per la Comunità" | Sindaco                 |        |